# Katedra w Elgin
Katedra Świętej Trójcy w Elgin (ang.: Holy Trinity Cathedral in Elgin, gael.: Cathair-eaglais na Trianaid ann an Eilginn) to obecnie ruina XIII-wiecznego katolickiego kościoła katedralnego, siedziby biskupa w latach 1224-1560, w Elgin w Szkocji. Zwana była "Latarnią Północy". 

## Historia
7 kwietnia 1206 r. papież zgodził się na przeniesienie siedziby biskupa ze Spynie do Elgin. Fundatorem nowej katedry w Elgin był król Aleksander II. Pożar w 1270 r. w katedrze doprowadził do gruntownej jej przebudowy i rozbudowy. W dniu 17 czerwca 1390 r. katedra wraz z osiemnastoma domami kanoników i kapelanów została ponownie spalona przez Alexandra Stewarta, hrabiego Buchan; była to zemsta za ekskomunikowanie go przez biskupa. Odbudowa rozpoczęła się niemal natychmiast. Kolejna rozbudowa katedry miała miejsce w latach 1482-1501.
Pierwsza katedra została zbudowana na początku XIII wieku na planie krzyża. W drugiej połowie XIII wieku, kościół został rozbudowany. Długość jego wynosiła około 85 metrów. W tej fazie dodano ośmioboczny kapitularz. Do nawy głównej prowadziły trzy wrota, w tym największe centralne wrota procesyjne. Na zachodniej fasadzie katedry znajdują się 2 wysokie wieże, pochodzące z pierwszego etapu budowy. Prezbiterium było w większości zbudowane pod koniec XIII wieku; tylko w północnej ścianie można zobaczyć pozostałości pierwszego kościoła. W pobliżu katedry znajduje się tzw. Dom Biskupa, który był prawdopodobnie domem kierownika chóru katedralnego.
Zwycięstwo reformacji w Szkocji w 1560 r. oznaczało upadek katedry w Elgin, która nie była kościołem parafialnym i w związku z tym nie miała racji bytu w kalwinizmie. Zgodnie z zasadami nowego wyznania, katedrę ogołocono z wyposażenia i dzieł sztuki sakralnej; wybito też witraże. W latach 1567-1568 zerwano z dachu katedry ołowiane pokrycie, co spowodowało szybką degradację budowli. Mimo to, katedra była w XVII wieku sporadycznie miejscem nabożeństw protestanckich i katolickich. 4 grudnia 1637 r. zawalił się dach prezbiterium. W Niedzielę Wielkanocną 1711 r. centralna wieża zawaliła się i pociągnęła wraz ze sobą część ścian. W tym czasie teren wokół katedry przekształcono w cmentarz miejski.
Chociaż w 1689 r. oficjalnie katedra stała się własnością Korony, nie zrobiono jednak nic, aby ją ocalić. Zrujnowana katedra służyła mieszkańcom Elgin jako źródło materiałów budowlanych. Dopiero w 1824 r. Robert Reid, architekt królewski, opracował plan stabilizacji budynku. Zabezpieczanie ruin katedry przed dalszą degradacją i zawaleniem rozpoczęto dopiero na początku XX wieku; prace trwają do dziś, m.in. przykryto dachem wieże i kapitularz.

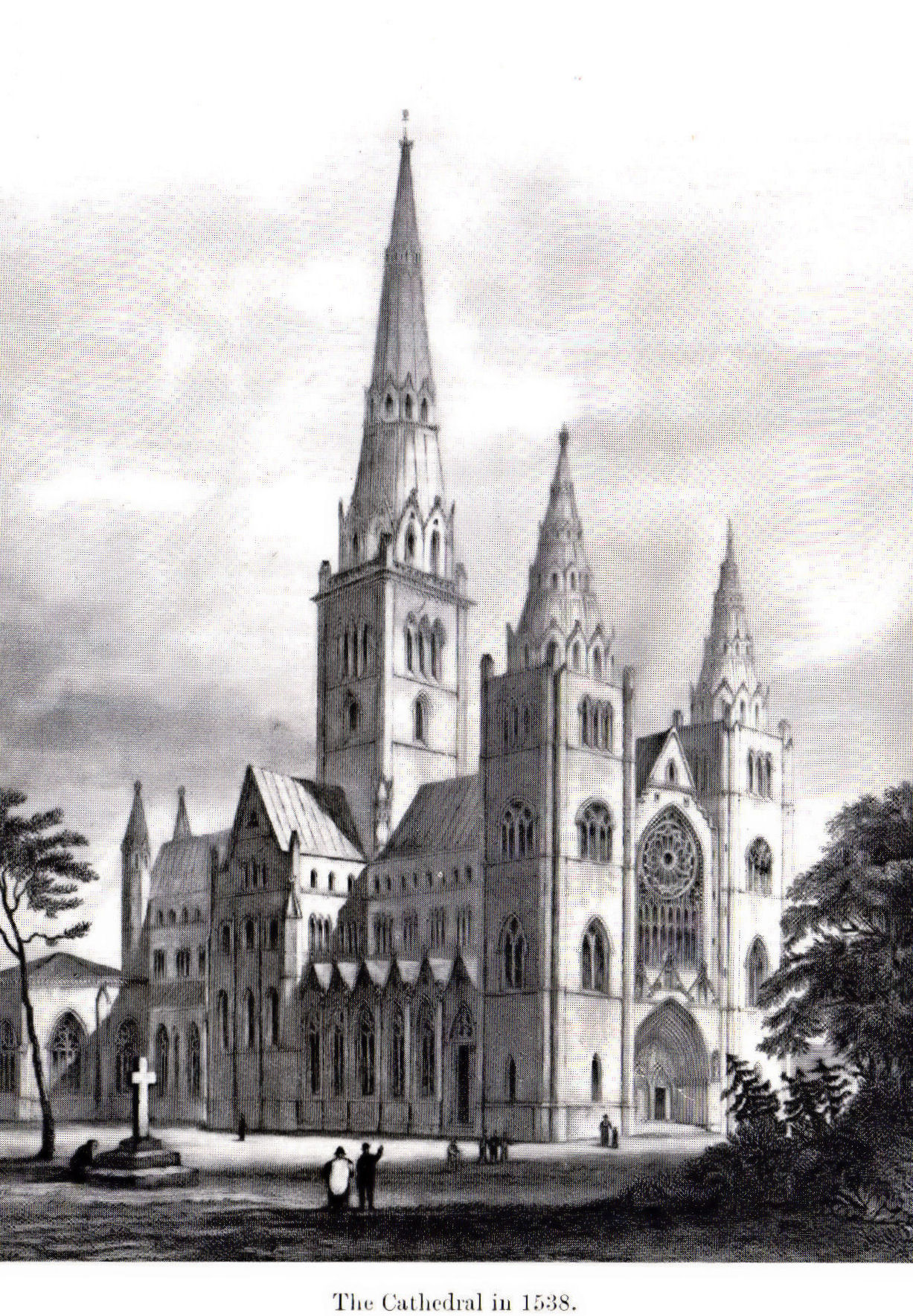
Wygląd katedry przed zniszczeniem
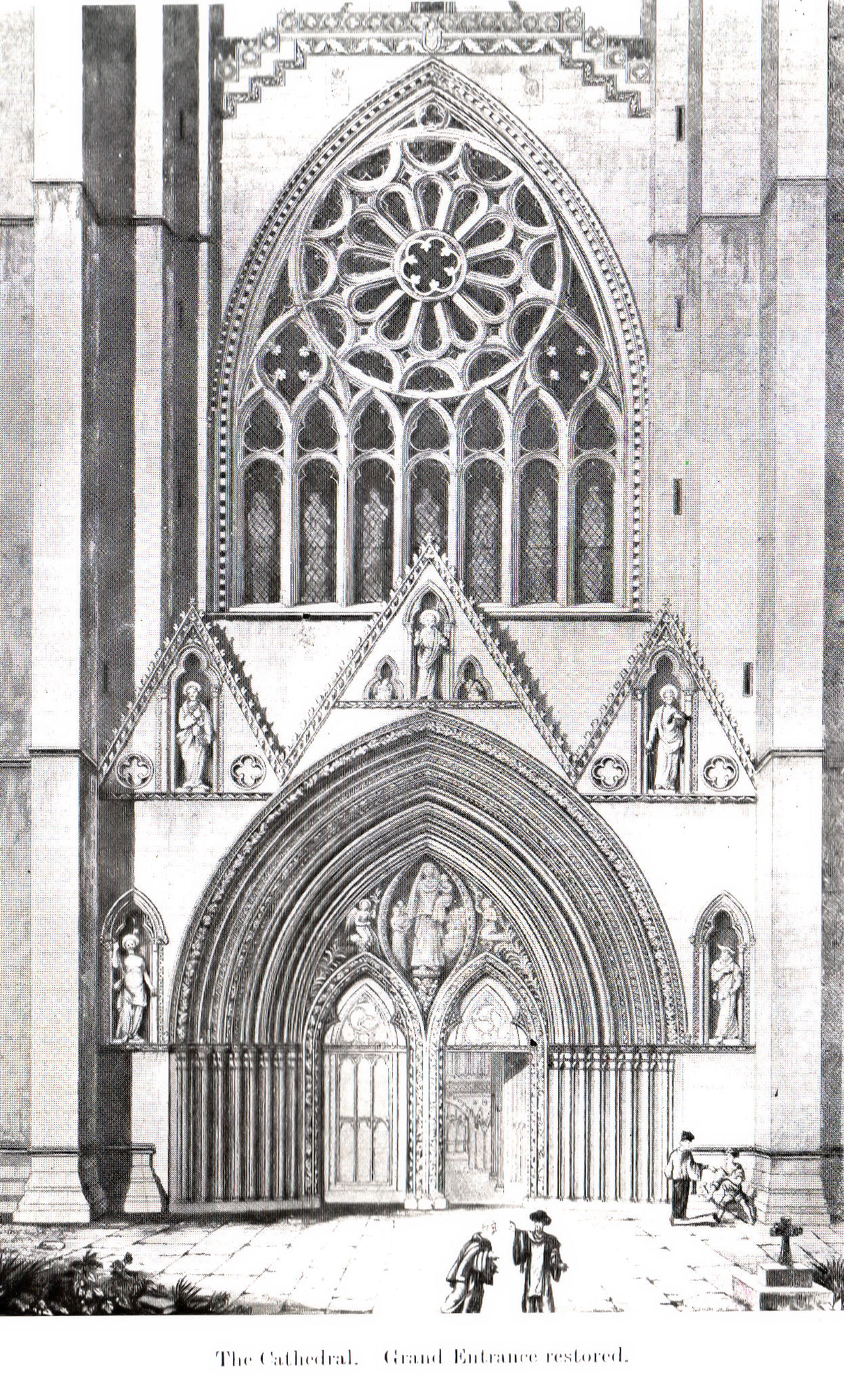
Główne wejście przed zniszczeniem
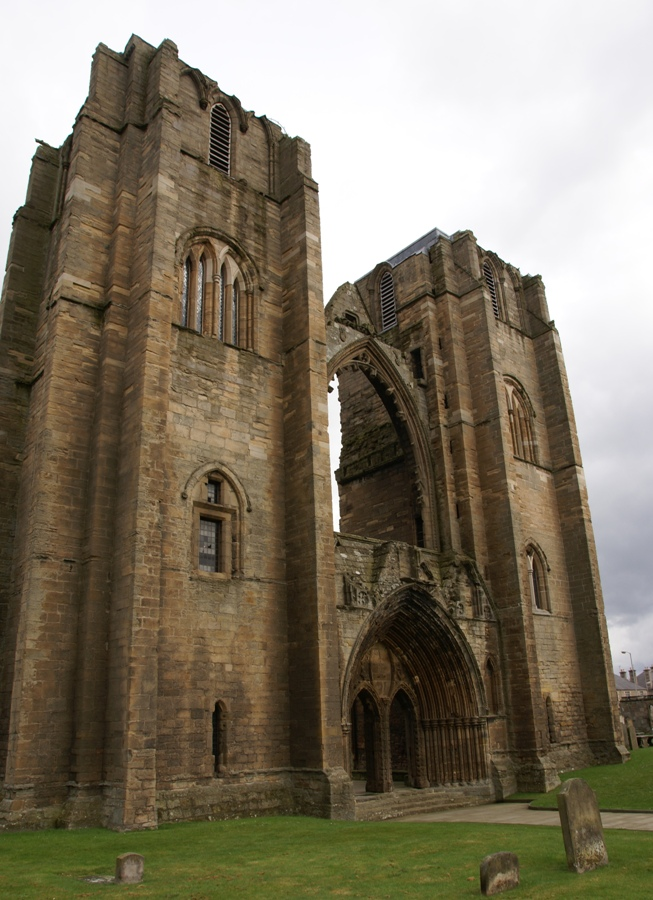
Główne wejście obecnie
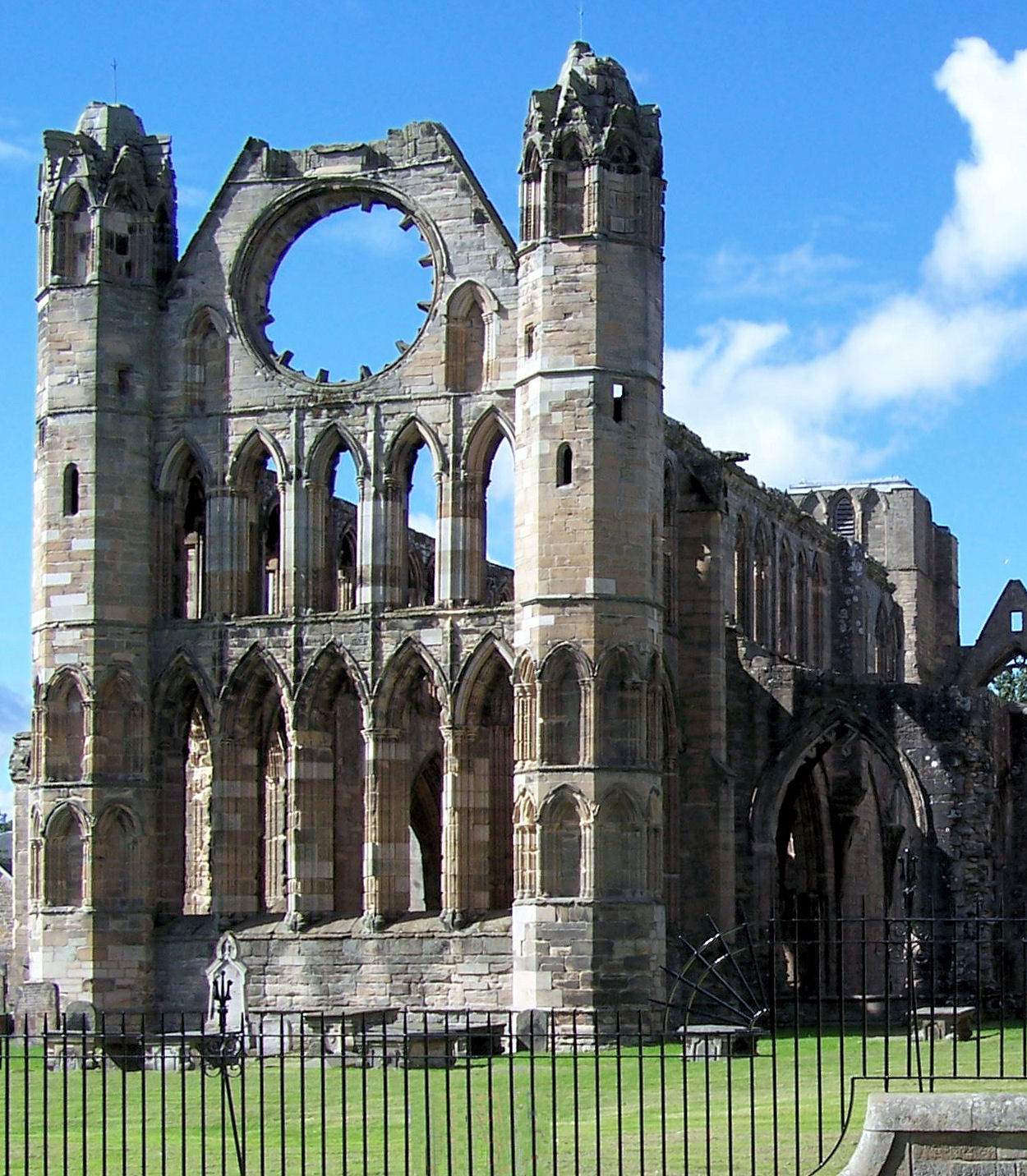
Fasada wschodnia obecnie
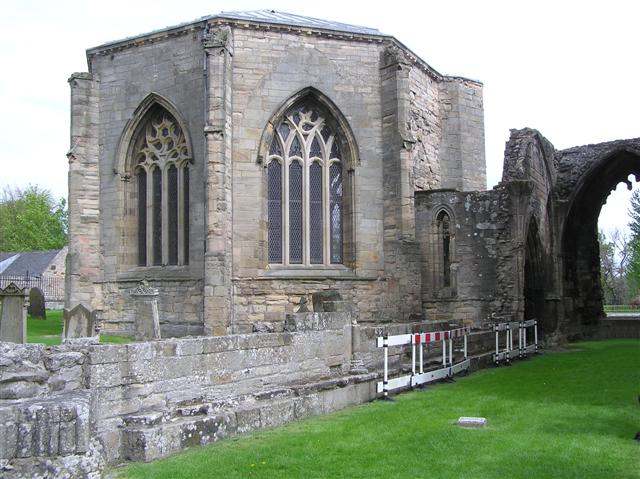
Kapitularz
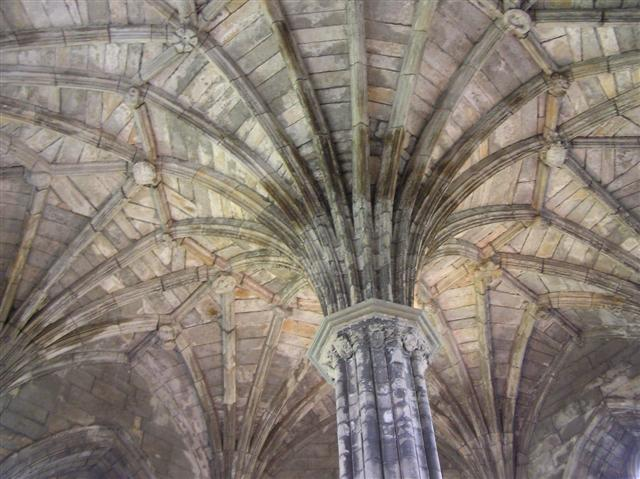
Sklepienie kapitularza
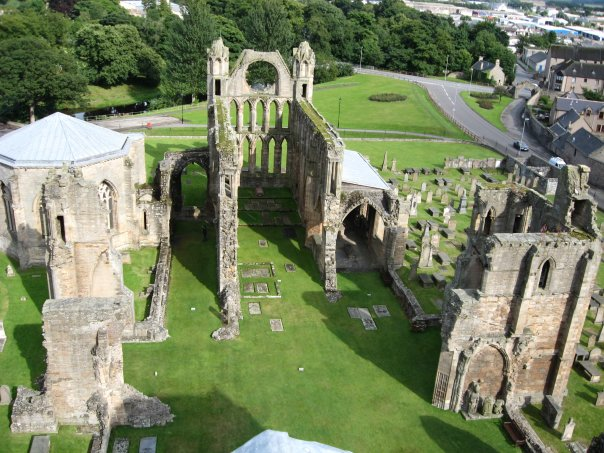
Widok z góry
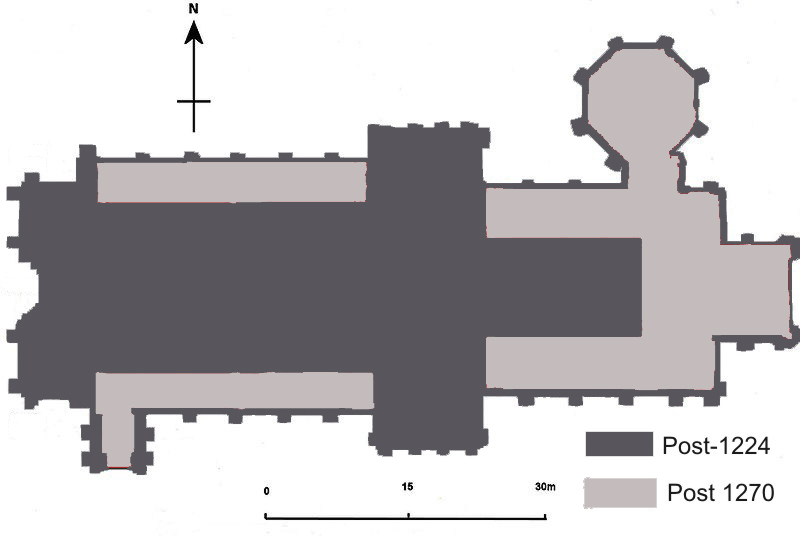
Plan poziomy katedry